# A magyar labdarúgó-válogatott mérkőzései 1922-ben
A magyar labdarúgó-válogatottnak 1922-ben nyolc mérkőzése volt. Három hazai találkozón Ausztria ellen egy döntetlen és egy vereség, Svájc ellen egy döntetlent értünk el. Az öt idegenbeli mérkőzésen viszont veretlen maradt a válogatott, három döntetlennel és két győzelemmel. Az ellenfelek: Lengyelország, Ausztria és a júliusi északi túrán: Németország, Svédország, Finnország.
Szövetségi kapitány: 
- Kiss Gyula

## Eredmények
| 81. mérkőzés 1922. április 30. | Magyarország | 1 – 1             | Ausztria   | MTK-pálya, Budapest Nézőszám: 40 000 Játékvezető: Peco Bauwens (GER) |
| 81. mérkőzés 1922. április 30. | Molnár 51'   | (0 – 1) Részletek | Jiszda 44' | MTK-pálya, Budapest Nézőszám: 40 000 Játékvezető: Peco Bauwens (GER) |

| 82. mérkőzés 1922. május 14. | Lengyelország | 0 – 3             | Magyarország             | Krakkó Nézőszám: 20 000 Játékvezető: Karl Grätz (TCH) |
| 82. mérkőzés 1922. május 14. |               | (0 – 2) Részletek | Seiden 20' Solti 42' 77' | Krakkó Nézőszám: 20 000 Játékvezető: Karl Grätz (TCH) |

| 83. mérkőzés 1922. június 15. | Magyarország | 1 – 1             | Svájc     | FTC-pálya, Budapest Nézőszám: 15 000 Játékvezető: Heinrich Retschury (AUT) |
| 83. mérkőzés 1922. június 15. | Blum 63'     | (0 – 1) Részletek | Merkt 19' | FTC-pálya, Budapest Nézőszám: 15 000 Játékvezető: Heinrich Retschury (AUT) |

| 84. mérkőzés 1922. július 2. | Németország       | 0 – 0 | Magyarország | Bochumer Stadion, Bochum Nézőszám: 40 000 Játékvezető: Heinrich Retschury (AUT) |
| 84. mérkőzés 1922. július 2. | (0 – 0) Részletek |       |              | Bochumer Stadion, Bochum Nézőszám: 40 000 Játékvezető: Heinrich Retschury (AUT) |

| 85. mérkőzés 1922. július 9. | Svédország           | 1 – 1             | Magyarország | Stockholm Nézőszám: 15 000 Játékvezető: Peder Christian Andersen (DEN) |
| 85. mérkőzés 1922. július 9. | Fogl III 44' (öngól) | (1 – 0) Részletek | Hirzer 77'   | Stockholm Nézőszám: 15 000 Játékvezető: Peder Christian Andersen (DEN) |

| 86. mérkőzés 1922. július 13. | Finnország | 1 – 5             | Magyarország                                          | Helsinki Nézőszám: 5 000 Játékvezető: Arthur Björklund (SWE) |
| 86. mérkőzés 1922. július 13. | Kelin 56'  | (0 – 1) Részletek | Schwarz 22' 83' Fogl II 64' (11-esből) Pataki 79' 81' | Helsinki Nézőszám: 5 000 Játékvezető: Arthur Björklund (SWE) |

| nem hivatalos mérkőzés 1922. augusztus 27. | Közép-Németország                | 3 – 5             | Magyarország                           | Lipcse Nézőszám: 25 000 Játékvezető: Fulhanek (GER) |
| nem hivatalos mérkőzés 1922. augusztus 27. | Reisman 42' Leip 46' Pendorf 74' | (1 – 3) Részletek | Braun 12' Hirzer 27' 33' 73' Opata 52' | Lipcse Nézőszám: 25 000 Játékvezető: Fulhanek (GER) |

| 87. mérkőzés 1922. szeptember 24. | Ausztria               | 2 – 2             | Magyarország   | Hohe Warte Stadion, Bécs Nézőszám: 65 000 Játékvezető: Peco Bauwens (GER) |
| 87. mérkőzés 1922. szeptember 24. | Kuthan 16' Wessely 80' | (1 – 1) Részletek | Priboj 22' 70' | Hohe Warte Stadion, Bécs Nézőszám: 65 000 Játékvezető: Peco Bauwens (GER) |

| 88. mérkőzés 1922. november 26. | Magyarország | 1 – 2             | Ausztria                 | FTC-pálya, Budapest Nézőszám: 30 000 Játékvezető: Carl Koppehel (GER) |
| 88. mérkőzés 1922. november 26. | Molnár 21'   | (1 – 0) Részletek | Swatosch 59' Kowanda 66' | FTC-pálya, Budapest Nézőszám: 30 000 Játékvezető: Carl Koppehel (GER) |

## Lásd még
- A magyar labdarúgó-válogatott mérkőzései (1902–1929)
- A magyar labdarúgó-válogatott mérkőzései országonként